# Пехорка
Пехо́рка (рос. Пехорка) — присілок у складі Люберецького міського округу Московської області, Росія.

## Населення
Населення — 324 особи (2010; 250 у 2002).
Національний склад (станом на 2002 рік):
- росіяни — 98 %